# Liste der Kulturdenkmäler in Wiesbaden-Rheingauviertel
Die folgende Liste enthält die in der Denkmaltopographie ausgewiesenen Kulturdenkmäler auf dem Gebiet Stadt Wiesbaden, Ortsbezirk Rheingauviertel, Hollerborn in Hessen.
Hinweis: Die Reihenfolge der Denkmäler in dieser Liste orientiert sich zunächst an Ortsbezirken und anschließend den Straßennamen.
Grundlage ist die Veröffentlichung der Hessischen Denkmalliste, die auf Basis des Denkmalschutzgesetzes vom 5. September 1986 erstmals erstellt und seither laufend ergänzt wurde. Ein Teil dieser Listen ist zusammen mit einer ausführlichen Beschreibung auf der Webseite denkxweb.denkmalpflege-hessen.de einzusehen.

## Straßenverzeichnis

### Am Mühlberg
| Bild | Bezeichnung                              | Lage                                                   | Beschreibung | Bauzeit | Daten |
| --- | ---------------------------------------- | ------------------------------------------------------ | --- | ------- | ----- |
| Bild gesucht BW | Sachgesamtheit „Siedlung Eigene Scholle“ | Am Mühlberg 1/3 LageFlur: 19, Flurstück: 120/7,121/7   | Das Objekt gehört zu der Gesamtanlage: Eigene Scholle Architekt/Planer: Friedrich Werz | 1920er  |       |
| Blick von der Lahnstraße                                                                                                | Sachgesamtheit „Siedlung Eigene Scholle“ | Am Mühlberg 5/7 LageFlur: 19, Flurstück: 122/7,123/7   | Das Objekt gehört zu der Gesamtanlage: Eigene Scholle Architekt/Planer: Friedrich Werz | 1920er  |       |
| Markantes Element der Häuser Am Mühlberg sind die Krüppelwalmdächer in Form umgekehrter Schiffskiele                    | Sachgesamtheit „Siedlung Eigene Scholle“ | Am Mühlberg 6/8 LageFlur: 19, Flurstück: 285/7,131/7   | Das Objekt gehört zu der Gesamtanlage: Eigene Scholle Architekt/Planer: Friedrich Werz | 1920er  |       |
| Bild gesucht BW | Sachgesamtheit „Siedlung Eigene Scholle“ | Am Mühlberg 9 LageFlur: 19, Flurstück: 124/7           | Das Objekt gehört zu der Gesamtanlage: Eigene Scholle Architekt/Planer: Friedrich Werz | 1920er  |       |
| Eines der sieben Doppelhäuser der ab 1925 bebauten Straße                                                               | Sachgesamtheit „Siedlung Eigene Scholle“ | Am Mühlberg 10/12 LageFlur: 19, Flurstück: 130/7,129/7 | Das Objekt gehört zu der Gesamtanlage: Eigene Scholle Architekt/Planer: Friedrich Werz | 1920er  |       |
| Ein durchgehendes Element bei fast allen 43 Häusern der Siedlung „Eigene Scholle“ sind die gezackten Treppenhausfenster | Sachgesamtheit „Siedlung Eigene Scholle“ | Am Mühlberg 14/16 LageFlur: 19, Flurstück: 128/7,127/7 | Das Objekt gehört zu der Gesamtanlage: Eigene Scholle Architekt/Planer: Friedrich Werz | 1920er  |       |
| Sachgesamtheit „Siedlung Eigene Scholle“                                                                                | Sachgesamtheit „Siedlung Eigene Scholle“ | Am Mühlberg 18/20 LageFlur: 19, Flurstück: 282/7,288/7 | Das Objekt gehört zu der Gesamtanlage: Eigene Scholle Architekt/Planer: Friedrich Werz Bildet den an der Kreuzung zur Lahnstraße gelegenen nördlichen Abschluss des Siedlungsbereichs „Am Mühlberg“ | 1920er  |       |

### An der Ringkirche
| Bild                              | Bezeichnung                       | Lage                                                                        | Beschreibung                                                                                      | Bauzeit | Daten |
| --------------------------------- | --------------------------------- | --------------------------------------------------------------------------- | ------------------------------------------------------------------------------------------------- | ------- | ----- |
| Pfarrhaus der Ringkirchengemeinde | Pfarrhaus der Ringkirchengemeinde | An der Ringkirche 3 LageFlur: 64, Flurstück: 590/1                          | Das Objekt gehört zu der Gesamtanlage: Rheingauviertel Architekt/Planer: Wilhelm Lenz             | 1896    |       |
|                                   |                                   | An der Ringkirche 4 LageFlur: 64, Flurstück: 478/31                         | Das Objekt gehört zu der Gesamtanlage: Rheingauviertel Architekt/Planer: Wilhelm Rehbold          | 1896    |       |
|                                   |                                   | An der Ringkirche 5 LageFlur: 64, Flurstück: 683/1                          | Das Objekt gehört zu der Gesamtanlage: Rheingauviertel Architekt/Planer: Philipp Meurer           | 1898    |       |
|                                   |                                   | An der Ringkirche 6 LageFlur: 64, Flurstück: 31/4                           | Das Objekt gehört zu der Gesamtanlage: Rheingauviertel Architekt/Planer: Wilhelm Rehbold          | 1897    |       |
|                                   |                                   | An der Ringkirche 7 LageFlur: 64, Flurstück: 522/6                          | Das Objekt gehört zu der Gesamtanlage: Rheingauviertel Architekt/Planer: Heinrich Rossel          | 1901    |       |
|                                   |                                   | An der Ringkirche 10 LageFlur: 64, Flurstück: 1926/31                       | Das Objekt gehört zu der Gesamtanlage: Rheingauviertel Architekt/Planer: Wilhelm Rehbold          | 1897    |       |
|                                   |                                   | An der Ringkirche 11/Marcobrunner Straße 1 LageFlur: 64, Flurstück: 1677/11 | Das Objekt gehört zu der Gesamtanlage: Rheingauviertel Architekt/Planer: Ludwig Fischer           | 1908    |       |
|                                   |                                   | An der Ringkirche 12 LageFlur: 64, Flurstück: 1983/30                       | Das Objekt gehört zu der Gesamtanlage: Rheingauviertel Architekt/Planer: (Städtisches Hochbauamt) | 1926/27 |       |

### Aßmannshäuser Straße
| Bild                      | Bezeichnung               | Lage                                                   | Beschreibung                                                                        | Bauzeit                           | Daten |
| ------------------------- | ------------------------- | ------------------------------------------------------ | ----------------------------------------------------------------------------------- | --------------------------------- | ----- |
| St. Andreas mit Pfarrhaus | St. Andreas mit Pfarrhaus | Aßmannshäuser Straße 11 LageFlur: 63, Flurstück: 40/20 | Das Objekt gehört zu der Gesamtanlage: Rheingauviertel Architekt/Planer: Hans Weber | 1958 (Gemeindehaus) 1962 (Kirche) |       |

### Dotzheimer Straße
| Bild                                                                                     | Bezeichnung | Lage                                                                     | Beschreibung | Bauzeit | Daten |
| ---------------------------------------------------------------------------------------- | ----------- | ------------------------------------------------------------------------ | --- | ------- | ----- |
|                                                                                          |             | Dotzheimer Straße 52 LageFlur: 64, Flurstück: 1083/1                     | Das Objekt gehört zu der Gesamtanlage: Dotzheimer Straße/Rheingauviertel Architekt/Planer: Karl Mohr                                                                                                   | 1895    |       |
|                                                                                          |             | Dotzheimer Straße 56 LageFlur: 64, Flurstück: 1085/1                     | Das Objekt gehört zu der Gesamtanlage: Dotzheimer Straße/Rheingauviertel Architekt/Planer: Karl Mohr                                                                                                   | 1898    |       |
|                                                                                          |             | Dotzheimer Straße 58 LageFlur: 64, Flurstück: 684/1                      | Das Objekt gehört zu der Gesamtanlage: Dotzheimer Straße/Rheingauviertel Architekt/Planer: Adolf Fuchs                                                                                                 | 1900    |       |
|                                                                                          |             | Dotzheimer Straße 64 LageFlur: 64, Flurstück: 1682/9                     | Das Objekt gehört zu der Gesamtanlage: Dotzheimer Straße/Rheingauviertel Architekt/Planer: Albert Wolff                                                                                                | 1901    |       |
| weitere Bilder                                                                           |             | Dotzheimer Straße 68/Klarenthaler Straße LageFlur: 64, Flurstück: 906/11 | Das Objekt gehört zu der Gesamtanlage: Dotzheimer Straße/Rheingauviertel Architekt/Planer: Reinhard Hildner                                                                                            | 1904    |       |
|                                                                                          |             | Dotzheimer Straße 76/Eltviller Straße LageFlur: 64, Flurstück: 1037/20   | Das Objekt gehört zu der Gesamtanlage: Dotzheimer Straße/Rheingauviertel Architekt/Planer: Hermann Reichwein Im Stil des Historismus (Neobarock) in Ecklage zur Eltviller Straße errichtetes Mietshaus | 1904    |       |
|                                                                                          |             | Dotzheimer Straße 82 LageFlur: 64, Flurstück: 1680/24                    | Das Objekt gehört zu der Gesamtanlage: Dotzheimer Straße/Rheingauviertel | 1898    |       |
| Mietshaus in einer Verbindung von Historismus (insb. Neobarock) und Jugendstil errichtet |             | Dotzheimer Straße 85 LageFlur: 135, Flurstück: 60                        | Das Objekt gehört zu der Gesamtanlage: Dotzheimer Straße Architekt/Planer: Fritz Hildner | 1902    |       |
| Wohn- und Geschäftshaus in Ecklage zur Winkeler Straße                                   |             | Dotzheimer Straße 102/Winkeler Straße LageFlur: 63, Flurstück: 424/13    | Das Objekt gehört zu der Gesamtanlage: Dotzheimer Straße/Rheingauviertel Architekt/Planer: Walter Kraitzsch                                                                                            | 1907    |       |
|                                                                                          |             | Dotzheimer Straße 103 LageFlur: 15, Flurstück: 488/134                   | Das Objekt gehört zu der Gesamtanlage: Dotzheimer Straße Architekt/Planer: Burk & Ohlenschläger | 1906    |       |
|                                                                                          |             | Dotzheimer Straße 110 LageFlur: 110, Flurstück: 375/11                   | Das Objekt gehört zu der Gesamtanlage: Dotzheimer Straße/Rheingauviertel Architekt/Planer: Stanislaus Wojtowski                                                                                        | 1905    |       |
|                                                                                          |             | Dotzheimer Straße 123 LageFlur: 15, Flurstück: 120/7                     | Das Objekt gehört zu der Gesamtanlage: Dotzheimer Straße Architekt/Planer: Fritz Hildner Vom Jugendstil beeinflusstes Mietshaus Höhe Assmannshäuser Straße                                             | 1901    |       |
| In einer Verschmelzung von Jugendstil und Historismus errichtet                          |             | Dotzheimer Straße 146 LageFlur: 62, Flurstück: 166/58                    | Das Objekt gehört zu der Gesamtanlage: Dotzheimer Straße Architekt/Planer: Albert Wolff | 1906    |       |

### Eltviller Straße
| Bild | Bezeichnung | Lage                                                 | Beschreibung | Bauzeit | Daten |
| ---- | ----------- | ---------------------------------------------------- | --- | ------- | ----- |
|      |             | Eltviller Straße 6 LageFlur: 64, Flurstück: 1091/16  | Das Objekt gehört zu der Gesamtanlage: Rheingauviertel Architekt/Planer: Heinrich Dembach                                                                | 1904    |       |
|      |             | Eltviller Straße 7 LageFlur: 64, Flurstück: 1692/20  | Das Objekt gehört zu der Gesamtanlage: Rheingauviertel Architekt/Planer: Karl Biltz                                                                      | 1904    |       |
|      |             | Eltviller Straße 12 LageFlur: 64, Flurstück: 934/37  | Das Objekt gehört zu der Gesamtanlage: Rheingauviertel                                                                                                   | 1903    |       |
|      |             | Eltviller Straße 17 LageFlur: 64, Flurstück: 1690/39 | Das Objekt gehört zu der Gesamtanlage: Rheingauviertel Architekt/Planer: Franz Markloff Im Stil des Historismus mit Einflüssen des Jugendstils errichtet | 1903    |       |
|      |             | Eltviller Straße 18 LageFlur: 64, Flurstück: 1687/40 | Das Objekt gehört zu der Gesamtanlage: Rheingauviertel Architekt/Planer: Carl Martin                                                                     | 1903    |       |

### Erbacher Straße
| Bild                                                                                     | Bezeichnung | Lage                                                               | Beschreibung                                                                           | Bauzeit | Daten |
| ---------------------------------------------------------------------------------------- | ----------- | ------------------------------------------------------------------ | -------------------------------------------------------------------------------------- | ------- | ----- |
|                                                                                          |             | Erbacher Straße 1/Wallufer Platz LageFlur: 64, Flurstück: 1933/115 | Das Objekt gehört zu der Gesamtanlage: Rheingauviertel Architekt/Planer: Julius Paul   | 1905    |       |
| In einer Verknüpfung von Historismus (eklektizistisch) und Jugendstil erbautes Mietshaus |             | Erbacher Straße 3 LageFlur: 64, Flurstück: 967/115                 | Das Objekt gehört zu der Gesamtanlage: Rheingauviertel Architekt/Planer: Bruno Rüdiger | 1903    |       |
|                                                                                          |             | Erbacher Straße 6 LageFlur: 64, Flurstück: 781/111                 | Das Objekt gehört zu der Gesamtanlage: Rheingauviertel Architekt/Planer: Karl Höhn     | 1902    |       |
| In einer Verknüpfung von Historismus und Jugendstil errichtetes Mietshaus                |             | Erbacher Straße 7 LageFlur: 64, Flurstück: 1693/114                | Das Objekt gehört zu der Gesamtanlage: Rheingauviertel Architekt/Planer: Karl Höhn     | 1902    |       |

### Hallgarter Straße
| Bild                                                                                        | Bezeichnung | Lage                                                                        | Beschreibung                                                                                 | Bauzeit | Daten |
| ------------------------------------------------------------------------------------------- | ----------- | --------------------------------------------------------------------------- | -------------------------------------------------------------------------------------------- | ------- | ----- |
| Vor allem durch den Jugendstil geprägtes Mietshaus                                          |             | Hallgarter Straße 1 LageFlur: 64, Flurstück: 1352/78                        | Das Objekt gehört zu der Gesamtanlage: Rheingauviertel Architekt/Planer: Franz Markloff      | 1906    |       |
| In einer Verbindung aus Jugendstil und Historismus errichtetes Mietshaus                    |             | Hallgarter Straße 2 LageFlur: 64, Flurstück: 1420/78                        | Das Objekt gehört zu der Gesamtanlage: Rheingauviertel Architekt/Planer: Karl Fr. Lotz       | 1906    |       |
|                                                                                             |             | Hallgarter Straße 5 LageFlur: 64, Flurstück: 1350/78                        | Das Objekt gehört zu der Gesamtanlage: Rheingauviertel Architekt/Planer: Richard Stein       | 1906    |       |
| Wohnhaus mit Ziegelverblendung in einer Verbindung aus Jugendstil und Historismus errichtet |             | Hallgarter Straße 8 LageFlur: 64, Flurstück: 2016/73                        | Das Objekt gehört zu der Gesamtanlage: Rheingauviertel Architekt/Planer: Philipp Schweißguth | 1906    |       |
| Vom Historismus geprägtes Wohnhaus mit Elementen des Jugendstils                            |             | Hallgarter Straße 10 LageFlur: 64, Flurstück: 1844/72                       | Das Objekt gehört zu der Gesamtanlage: Rheingauviertel Architekt/Planer: Robert Vollmann     | 1906    |       |
| Vom Jugendstil geprägtes Wohnhaus                                                           |             | Johannisberger Straße 1/Rüdesheimer Straße LageFlur: 64, Flurstück: 1868/49 | Das Objekt gehört zu der Gesamtanlage: Rheingauviertel Architekt/Planer: Wilhelm Hanson      | 1909    |       |
|                                                                                             |             | Johannisberger Straße 6/Hallgarter Straße LageFlur: 64, Flurstück: 1720/54  | Das Objekt gehört zu der Gesamtanlage: Rheingauviertel Architekt/Planer: Wieland Ohn         | 1908    |       |

### Johannisberger Straße
| Bild | Bezeichnung | Lage                                                     | Beschreibung                                                                             | Bauzeit | Daten |
| ---- | ----------- | -------------------------------------------------------- | ---------------------------------------------------------------------------------------- | ------- | ----- |
|      |             | Johannisberger Straße 7 LageFlur: 64, Flurstück: 1845/54 | Das Objekt gehört zu der Gesamtanlage: Rheingauviertel Architekt/Planer: Robert Vollmann | 1907    |       |

### Kaiser-Friedrich-Ring
| Bild           | Bezeichnung | Lage                                                                            | Beschreibung | Bauzeit   | Daten |
| -------------- | ----------- | ------------------------------------------------------------------------------- | --- | --------- | ----- |
|                |             | Kaiser-Friedrich-Ring 1/Dotzheimer Straße LageFlur: 64, Flurstück: 1082/1       | Das Objekt gehört zu der Gesamtanlage: Ringstraße/Rheingauviertel Architekt/Planer: Karl Schultze                      | 1895      |       |
|                |             | Kaiser-Friedrich-Ring 3 LageFlur: 64, Flurstück: 462/1                          | Das Objekt gehört zu der Gesamtanlage: Ringstraße/Rheingauviertel Architekt/Planer: Karl Schultze                      | 1895      |       |
|                |             | Kaiser-Friedrich-Ring 5/An der Ringkirche LageFlur: 64, Flurstück: 461/1        | Das Objekt gehört zu der Gesamtanlage: Ringstraße/Rheingauviertel Architekt/Planer: Karl Schultze                      | 1895      |       |
| weitere Bilder | Ringkirche  | Kaiser-Friedrich-Ring 7 LageFlur: 64, Flurstück: 903/1                          | Das Objekt gehört zu der Gesamtanlage: Ringstraße/Rheingauviertel Architekt/Planer: Johannes Otzen                     | 1892–1894 |       |
|                |             | Kaiser-Friedrich-Ring 9/An der Ringkirche 2 LageFlur: 64, Flurstück: 479/31     | Das Objekt gehört zu der Gesamtanlage: Ringstraße/Rheingauviertel Architekt/Planer: Hermann Reichwein                  | 1896      |       |
|                |             | Kaiser-Friedrich-Ring 11 LageFlur: 64, Flurstück: 2017/31                       | Das Objekt gehört zu der Gesamtanlage: Ringstraße/Rheingauviertel Architekt/Planer: Wilhelm Rehbold                    | 1894      |       |
|                |             | Kaiser-Friedrich-Ring 17-19 LageFlur: 64, Flurstück: 1701/91                    | Das Objekt gehört zu der Gesamtanlage: Ringstraße/Rheingauviertel Architekt/Planer: Wilhelm Rehbold                    | 1891      |       |
|                |             | Kaiser-Friedrich-Ring 21 LageFlur: 64, Flurstück: 1700/94                       | Das Objekt gehört zu der Gesamtanlage: Ringstraße/Rheingauviertel Architekt/Planer: Wilhelm Rehbold                    | 1891      |       |
|                |             | Kaiser-Friedrich-Ring 23 LageFlur: 64, Flurstück: 449/91                        | Das Objekt gehört zu der Gesamtanlage: Ringstraße/Rheingauviertel Architekt/Planer: Wilhelm Rehbold                    | 1891      |       |
|                |             | Kaiser-Friedrich-Ring 25/Rüdesheimer Straße LageFlur: 64, Flurstück: 1702/91    | Das Objekt gehört zu der Gesamtanlage: Ringstraße/Rheingauviertel Architekt/Planer: Hermann Reichwein                  | 1897      |       |
|                |             | Kaiser-Friedrich-Ring 31/Wallufer Straße LageFlur: 64, Flurstück: 511/91        | Das Objekt gehört zu der Gesamtanlage: Ringstraße/Rheingauviertel Architekt/Planer: Georg Schlink                      | 1897      |       |
|                |             | Kaiser-Friedrich-Ring 33 LageFlur: 64, Flurstück: 107/4                         | Das Objekt gehört zu der Gesamtanlage: Ringstraße/Rheingauviertel Architekt/Planer: Philipp Meurer                     | 1898      |       |
|                |             | Kaiser-Friedrich-Ring 35 LageFlur: 64, Flurstück: 107/3                         | Das Objekt gehört zu der Gesamtanlage: Ringstraße/Rheingauviertel Architekt/Planer: Philipp Meurer                     | 1898      |       |
|                |             | Kaiser-Friedrich-Ring 37/Schiersteiner Straße 7a LageFlur: 64, Flurstück: 106/2 | Das Objekt gehört zu der Gesamtanlage: Ringstraße/Rheingauviertel/Schiersteiner Straße Architekt/Planer: Karl Schultze | 1898      |       |

### Kiedricher Straße
| Bild                                  | Bezeichnung | Lage                                                 | Beschreibung | Bauzeit | Daten |
| ------------------------------------- | ----------- | ---------------------------------------------------- | --- | ------- | ----- |
| Eklektizistisch errichtetes Mietshaus |             | Kiedricher Straße 1 LageFlur: 63, Flurstück: 1002/16 | Das Objekt gehört zu der Gesamtanlage: Rheingauviertel | 1902    |       |
|                                       |             | Kiedricher Straße 4 LageFlur: 63, Flurstück: 774/18  | Das Objekt gehört zu der Gesamtanlage: Rheingauviertel Architekt/Planer: August Horz Vom Jugendstil geprägtes Mietshaus. Das Dachgeschoss dominiert ein Hufeisenfenster mit Blumen- und Früchtedekor | 1904    |       |
| Vom Jugendstil geprägtes Mietshaus    |             | Kiedricher Straße 10 LageFlur: 63, Flurstück: 18/1   | Das Objekt gehört zu der Gesamtanlage: Rheingauviertel Architekt/Planer: Wilhelm Rehbold | 1903    |       |

### Klarenthaler Straße
| Bild                                                           | Bezeichnung                                                    | Lage                                                                     | Beschreibung                                                                                    | Bauzeit   | Daten |
| -------------------------------------------------------------- | -------------------------------------------------------------- | ------------------------------------------------------------------------ | ----------------------------------------------------------------------------------------------- | --------- | ----- |
|                                                                |                                                                | Klarenthaler Straße 1/An der Ringkirche LageFlur: 64, Flurstück: 1273/8  | Das Objekt gehört zu der Gesamtanlage: Rheingauviertel Architekt/Planer: Albert Wolff           | 1903      |       |
|                                                                |                                                                | Klarenthaler Straße 2/An der Ringkirche LageFlur: 64, Flurstück: 1713/11 | Das Objekt gehört zu der Gesamtanlage: Rheingauviertel Architekt/Planer: Friedrich Frees        | 1903      |       |
|                                                                |                                                                | Klarenthaler Straße 5 LageFlur: 64, Flurstück: 889/10                    | Das Objekt gehört zu der Gesamtanlage: Rheingauviertel Architekt/Planer: Karl Höhn              | 1903      |       |
| Kirche der Stephanusgemeinde/Ehem. Gemeindehaus der Ringkirche | Kirche der Stephanusgemeinde/Ehem. Gemeindehaus der Ringkirche | Klarenthaler Straße 22 LageFlur: 135, Flurstück: 7/1                     | Das Objekt gehört zu der Gesamtanlage: Westend/Feldherrnviertel Architekt/Planer: Fritz Hildner | 1928–1930 |       |

### Lahnstraße
| Bild                                                          | Bezeichnung                         | Lage                                        | Beschreibung | Bauzeit   | Daten |
| ------------------------------------------------------------- | ----------------------------------- | ------------------------------------------- | --- | --------- | ----- |
| In seinem Baustil ist die Schule vom Spätklassizismus geprägt | Ehem. Volksschule an der Lahnstraße | Lahnstraße 34 LageFlur: 18, Flurstück: 37/7 | Architekt/Planer: Stadtbaumeister Friedrich Grün Die ehemalige Lahnstraßenschule trägt heute als Realschule den Namen Albrecht-Dürer-Schule | 1914–1916 |       |

### Loreleiring
| Bild           | Bezeichnung     | Lage                                                        | Beschreibung                                                                                  | Bauzeit | Daten |
| -------------- | --------------- | ----------------------------------------------------------- | --------------------------------------------------------------------------------------------- | ------- | ----- |
| weitere Bilder | Arbeiterdenkmal | Loreleiring/Oestricher Straße LageFlur: 63, Flurstück: 29/1 | Das Objekt gehört zu der Gesamtanlage: Rheingauviertel Architekt/Planer: Wilhelm Bierbrauer   | 1932    |       |
|                |                 | Loreleiring 7 LageFlur: 63, Flurstück: 669/8                | Das Objekt gehört zu der Gesamtanlage: Rheingauviertel Architekt/Planer: Jacob Martin         | 1907    |       |
|                |                 | Loreleiring 10 LageFlur: 63, Flurstück: 767/11              | Das Objekt gehört zu der Gesamtanlage: Rheingauviertel Architekt/Planer: Stanislaus Wojtowski | 1907    |       |
|                |                 | Loreleiring 13 LageFlur: 63, Flurstück: 682/29              | Das Objekt gehört zu der Gesamtanlage: Rheingauviertel Architekt/Planer: Philipp F. Krauß     | 1910    |       |

### Lorcher Straße
| Bild                 | Bezeichnung          | Lage                                               | Beschreibung                                                                                            | Bauzeit   | Daten |
| -------------------- | -------------------- | -------------------------------------------------- | --- | --------- | ----- |
| Ehem. Lorcher Schule | Ehem. Lorcher Schule | Lorcher Straße 10-12 LageFlur: 63, Flurstück: 56/4 | Das Objekt gehört zu der Gesamtanlage: Rheingauviertel Architekt/Planer: Stadtbaumeister Friedrich Grün | 1908–1910 |       |

### Manteuffelstraße
| Bild                                 | Bezeichnung                          | Lage                                                                  | Beschreibung | Bauzeit   | Daten |
| ------------------------------------ | ------------------------------------ | --------------------------------------------------------------------- | --- | --------- | ----- |
| Ehem. Schule an der Manteuffelstraße | Ehem. Schule an der Manteuffelstraße | Manteuffelstraße 12/Blumenthalerstraße LageFlur: 15, Flurstück: 141/5 | Das Objekt gehört zu der Gesamtanlage: Westend/Feldherrnviertel Architekt/Planer: Stadtbaumeister Friedrich Grün | 1910–1912 |       |

### Marcobrunner Straße
| Bild                                                          | Bezeichnung | Lage                                                                          | Beschreibung                                                                                            | Bauzeit | Daten |
| ------------------------------------------------------------- | ----------- | ----------------------------------------------------------------------------- | --- | ------- | ----- |
|                                                               |             | Marcobrunner Straße 2/Rauenthaler Straße LageFlur: 64, Flurstück: 1722/31     | Das Objekt gehört zu der Gesamtanlage: Rheingauviertel Architekt/Planer: Franz Markloff                 | 1903    |       |
|                                                               |             | Marcobrunner Straße 3 LageFlur: 64, Flurstück: 1724/12                        | Das Objekt gehört zu der Gesamtanlage: Rheingauviertel Architekt/Planer: Jacob Huber                    | 1903    |       |
|                                                               |             | Marcobrunner Straße 4 LageFlur: 64, Flurstück: 2010/31                        | Das Objekt gehört zu der Gesamtanlage: Rheingauviertel Architekt/Planer: Theodor Barthel                | 1903    |       |
|                                                               |             | Marcobrunner Straße 7 LageFlur: 64, Flurstück: 1666/13                        | Das Objekt gehört zu der Gesamtanlage: Rheingauviertel Architekt/Planer: Jacob Huber                    | 1904    |       |
|                                                               |             | Marcobrunner Straße 8 LageFlur: 64, Flurstück: 932/36                         | Das Objekt gehört zu der Gesamtanlage: Rheingauviertel Architekt/Planer: Franz Markloff                 | 1903    |       |
|                                                               |             | Marcobrunner Straße 9/Eltviller Straße 10 LageFlur: 64, Flurstück: 1715/33    | Das Objekt gehört zu der Gesamtanlage: Rheingauviertel Architekt/Planer: Fritz Born                     | 1904    |       |
| Im Stile des Historismus (eklektizistisch) erbautes Mietshaus |             | Marcobrunner Straße 10/Johannisberger Straße LageFlur: 64, Flurstück: 1717/36 | Das Objekt gehört zu der Gesamtanlage: Rheingauviertel Architekt/Planer: Philipp Meurer oder O. Reimers | 1904    |       |
|                                                               |             | Marcobrunner Straße 14 LageFlur: 64, Flurstück: 1178/37                       | Das Objekt gehört zu der Gesamtanlage: Rheingauviertel Architekt/Planer: Fritz Born                     | 1904    |       |
|                                                               |             | Marcobrunner Straße 15 LageFlur: 64, Flurstück: 1267/33                       | Das Objekt gehört zu der Gesamtanlage: Rheingauviertel Architekt/Planer: Robert Vollmann                | 1905    |       |
|                                                               |             | Marcobrunner Straße 16 LageFlur: 64, Flurstück: 1177/39                       | Das Objekt gehört zu der Gesamtanlage: Rheingauviertel Architekt/Planer: Fritz Born                     | 1904    |       |
|                                                               |             | Marcobrunner Straße 18 LageFlur: 64, Flurstück: 1308/39                       | Das Objekt gehört zu der Gesamtanlage: Rheingauviertel Architekt/Planer: Karl Hoffmann                  | 1905    |       |

### Rauenthaler Straße
| Bild | Bezeichnung | Lage                                                                   | Beschreibung                                                                              | Bauzeit | Daten |
| ---- | ----------- | ---------------------------------------------------------------------- | ----------------------------------------------------------------------------------------- | ------- | ----- |
|      |             | Rauenthaler Straße 15 LageFlur: 64, Flurstück: 1741/80                 | Das Objekt gehört zu der Gesamtanlage: Rheingauviertel Architekt/Planer: Paul Jacobi      | 1903    |       |
|      |             | Rauenthaler Straße 16 LageFlur: 64, Flurstück: 954/79                  | Das Objekt gehört zu der Gesamtanlage: Rheingauviertel Architekt/Planer: Adolf G. Nicolai | 1902    |       |
|      |             | Rauenthaler Straße 17 LageFlur: 64, Flurstück: 954/79                  | Das Objekt gehört zu der Gesamtanlage: Rheingauviertel Architekt/Planer: Johann Bohlander | 1903    |       |
|      |             | Rauenthaler Straße 22 LageFlur: 64, Flurstück: 969/83                  | Das Objekt gehört zu der Gesamtanlage: Rheingauviertel Architekt/Planer: Philipp Markloff | 1903    |       |
|      |             | Rauenthaler Straße 24/Wallufer Straße LageFlur: 64, Flurstück: 1849/81 | Das Objekt gehört zu der Gesamtanlage: Rheingauviertel Architekt/Planer: Karl Höhn        | 1904    |       |

### Rüdesheimer Straße
| Bild                                                                           | Bezeichnung | Lage                                                                          | Beschreibung                                                                                          | Bauzeit | Daten |
| ------------------------------------------------------------------------------ | ----------- | ----------------------------------------------------------------------------- | --- | ------- | ----- |
|                                                                                |             | Rüdesheimer Straße 1 LageFlur: 64, Flurstück: 546/91                          | Das Objekt gehört zu der Gesamtanlage: Rheingauviertel Architekt/Planer: Hermann Reichwein            | 1898    |       |
|                                                                                |             | Rüdesheimer Straße 2/Kaiser-Friedrich-Ring 27 LageFlur: 64, Flurstück: 555/91 | Das Objekt gehört zu der Gesamtanlage: Ringstraße/Rheingauviertel Architekt/Planer: Hermann Reichwein | 1897    |       |
|                                                                                |             | Rüdesheimer Straße 3 LageFlur: 64, Flurstück: 1737/90                         | Das Objekt gehört zu der Gesamtanlage: Rheingauviertel Architekt/Planer: Philipp Meurer               | 1898    |       |
|                                                                                |             | Rüdesheimer Straße 5 LageFlur: 64, Flurstück: 1737/90 (1873/90)               | Das Objekt gehört zu der Gesamtanlage: Rheingauviertel Architekt/Planer: Philipp Meurer               | 1901    |       |
|                                                                                |             | Rüdesheimer Straße 7 LageFlur: 64, Flurstück: 1733/89                         | Das Objekt gehört zu der Gesamtanlage: Rheingauviertel Architekt/Planer: Philipp Meurer               | 1901    |       |
|                                                                                |             | Rüdesheimer Straße 8 LageFlur: 64, Flurstück: 1055/89                         | Das Objekt gehört zu der Gesamtanlage: Rheingauviertel Architekt/Planer: Philipp Meurer               | 1898    |       |
|                                                                                |             | Rüdesheimer Straße 10 LageFlur: 64, Flurstück: 618/88                         | Das Objekt gehört zu der Gesamtanlage: Rheingauviertel Architekt/Planer: Philipp Meurer               | 1899    |       |
|                                                                                |             | Rüdesheimer Straße 12 LageFlur: 64, Flurstück: 687/87                         | Das Objekt gehört zu der Gesamtanlage: Rheingauviertel Architekt/Planer: Philipp Meurer               | 1901    |       |
|                                                                                |             | Rüdesheimer Straße 13 LageFlur: 64, Flurstück: 753/41                         | Das Objekt gehört zu der Gesamtanlage: Rheingauviertel Architekt/Planer: Philipp Meurer               | 1902    |       |
| Im Stil des Historismus mit nur wenigen Jugendstilelementen erbautes Mietshaus |             | Rüdesheimer Straße 14/Rauenthaler Straße LageFlur: 64, Flurstück: 1727/86     | Das Objekt gehört zu der Gesamtanlage: Rheingauviertel Architekt/Planer: Karl Höhn                    | 1902    |       |
|                                                                                |             | Rüdesheimer Straße 18 LageFlur: 64, Flurstück: 1661/46                        | Das Objekt gehört zu der Gesamtanlage: Rheingauviertel Architekt/Planer: Wilhelm Hanson               | 1907    |       |
| In einer Kombination aus Jugendstil und Historismus errichtetes Wohnhaus       |             | Rüdesheimer Straße 22 LageFlur: 64, Flurstück: 1698/46                        | Das Objekt gehört zu der Gesamtanlage: Rheingauviertel Architekt/Planer: Fritz Born                   | 1905    |       |
| Das Wohnhaus verbindet Elemente des Historismus mit Jugendstil                 |             | Rüdesheimer Straße 24/Johannisberger Straße LageFlur: 64, Flurstück: 1683/46  | Das Objekt gehört zu der Gesamtanlage: Rheingauviertel Architekt/Planer: Ernst Schmidt                | 1907    |       |
| Baustil: Historismus mit Einflüssen des Jugendstils                            |             | Rüdesheimer Straße 34 LageFlur: 64, Flurstück: 1556/49                        | Das Objekt gehört zu der Gesamtanlage: Rheingauviertel Architekt/Planer: Philipp Markloff             | 1907    |       |
|                                                                                |             | Rüdesheimer Straße 35 LageFlur: 64, Flurstück: 42/5                           | Das Objekt gehört zu der Gesamtanlage: Rheingauviertel Architekt/Planer: (Städtisches Hochbauamt)     | 1927    |       |
|                                                                                |             | Rüdesheimer Straße 36 LageFlur: 64, Flurstück: 1555/49                        | Das Objekt gehört zu der Gesamtanlage: Rheingauviertel Architekt/Planer: Philipp Markloff             | 1907    |       |
| Mietshaus errichtet in einer Verbindung von Historismus und Jugendstil         |             | Rüdesheimer Straße 38 LageFlur: 64, Flurstück: 1662/49                        | Das Objekt gehört zu der Gesamtanlage: Rheingauviertel Architekt/Planer: Philipp Markloff             | 1907    |       |
| Das Mietshaus verbindet Jugendstil und Historismus                             |             | Rüdesheimer Straße 40 LageFlur: 64, Flurstück: 1664/48                        | Das Objekt gehört zu der Gesamtanlage: Rheingauviertel Architekt/Planer: Robert Vollmann              | 1907    |       |

### Schiersteiner Straße
| Bild                                                                                     | Bezeichnung                     | Lage                                                                    | Beschreibung | Bauzeit | Daten |
| ---------------------------------------------------------------------------------------- | ------------------------------- | ----------------------------------------------------------------------- | --- | ------- | ----- |
| Gefallenenehrenmal 1870/71                                                               | Gefallenenehrenmal 1870/71      | Schiersteiner Straße LageFlur: 61, Flurstück: 91                        | Das Objekt gehört zu der Gesamtanlage: Schiersteiner Straße                                                     | 1874    |       |
|                                                                                          |                                 | Schiersteiner Straße 7 LageFlur: 64, Flurstück: 108/2,661/108           | Das Objekt gehört zu der Gesamtanlage: Rheingauviertel/Schiersteiner Straße Architekt/Planer: Karl Schultze     | 1900    |       |
|                                                                                          |                                 | Schiersteiner Straße 9 LageFlur: 64, Flurstück: 109/2                   | Das Objekt gehört zu der Gesamtanlage: Rheingauviertel/Schiersteiner Straße Architekt/Planer: Friedrich Martin  | 1900    |       |
|                                                                                          |                                 | Schiersteiner Straße 11 LageFlur: 64, Flurstück: 110/2                  | Das Objekt gehört zu der Gesamtanlage: Rheingauviertel/Schiersteiner Straße Architekt/Planer: Alexander Schwank | 1901    |       |
|                                                                                          |                                 | Schiersteiner Straße 13/Erbacher Straße LageFlur: 64, Flurstück: 111/13 | Das Objekt gehört zu der Gesamtanlage: Rheingauviertel/Schiersteiner Straße Architekt/Planer: Heinrich Franke   | 1902    |       |
| Das Mietshaus in Ecklage verbindet mehrere Stile des Historismus mit Jugendstilelementen |                                 | Schiersteiner Straße 15/Erbacher Straße LageFlur: 64, Flurstück: 113/4  | Das Objekt gehört zu der Gesamtanlage: Rheingauviertel/Schiersteiner Straße Architekt/Planer: Jacob Martin      | 1902    |       |
| In einer Verbindung aus Historismus und Jugendstil errichtetes Mietshaus                 |                                 | Schiersteiner Straße 25 LageFlur: 64, Flurstück: 120/3                  | Das Objekt gehört zu der Gesamtanlage: Rheingauviertel/Schiersteiner Straße Architekt/Planer: Karl Höhn         | 1911    |       |
| Vom Jugendstil geprägtes Mietshaus                                                       |                                 | Schiersteiner Straße 29 LageFlur: 64, Flurstück: 122/8                  | Das Objekt gehört zu der Gesamtanlage: Rheingauviertel/Schiersteiner Straße Architekt/Planer: Jacob Martin      | 1910    |       |
| weitere Bilder                                                                           | C. Th. Wagner, Uhrenfabrik      | Schiersteiner Straße 31-33 LageFlur: 64, Flurstück: 125/10              | Das Objekt gehört zu der Gesamtanlage: Rheingauviertel/Schiersteiner Straße Architekt/Planer: Wolff & Lang      | 1914    |       |
| Paulinenstift, Sachteil Kapelle                                                          | Paulinenstift, Sachteil Kapelle | Schiersteiner Straße 43 LageFlur: 64, Flurstück: 131/4                  | Das Objekt gehört zu der Gesamtanlage: Schiersteiner Straße Architekt/Planer: Alfred Schellenberg               | 1896/97 |       |

### Wallufer Straße
| Bild              | Bezeichnung       | Lage                                                                                   | Beschreibung                                                                                 | Bauzeit | Daten |
| ----------------- | ----------------- | -------------------------------------------------------------------------------------- | -------------------------------------------------------------------------------------------- | ------- | ----- |
|                   |                   | Wallufer Straße 2/Kaiser-Friedrich-Ring LageFlur: 64, Flurstück: 106/4,595/107,606/138 | Das Objekt gehört zu der Gesamtanlage: Rheingauviertel                                       | 1898    |       |
|                   |                   | Wallufer Straße 6 LageFlur: 64, Flurstück: 647/109                                     | Das Objekt gehört zu der Gesamtanlage: Rheingauviertel Architekt/Planer: Philipp Meurer      | 1900    |       |
|                   |                   | Wallufer Straße 7 LageFlur: 64, Flurstück: 807/86                                      | Das Objekt gehört zu der Gesamtanlage: Rheingauviertel Architekt/Planer: Wilhelm Rehbold     | 1900    |       |
|                   |                   | Wallufer Straße 8 LageFlur: 64, Flurstück: 1718/110                                    | Das Objekt gehört zu der Gesamtanlage: Rheingauviertel Architekt/Planer: Theodor Wiederspahn | 1900    |       |
|                   |                   | Wallufer Straße 9 LageFlur: 64, Flurstück: 805/86                                      | Das Objekt gehört zu der Gesamtanlage: Rheingauviertel Architekt/Planer: Wilhelm Rehbold     | 1902    |       |
|                   |                   | Wallufer Straße 10 LageFlur: 64, Flurstück: 17744/111                                  | Das Objekt gehört zu der Gesamtanlage: Rheingauviertel Architekt/Planer: Karl Höhn           | 1902    |       |
|                   |                   | Wallufer Straße 11 LageFlur: 64, Flurstück: 850/85                                     | Das Objekt gehört zu der Gesamtanlage: Rheingauviertel Architekt/Planer: Joseph Dormann      | 1902    |       |
|                   |                   | Wallufer Straße 12 LageFlur: 64, Flurstück: 1784/85                                    | Das Objekt gehört zu der Gesamtanlage: Rheingauviertel Architekt/Planer: Adolf Fuchs         | 1902    |       |
|                   |                   | Wallufer Straße 13/Wallufer Platz LageFlur: 64, Flurstück: 1747/83                     | Das Objekt gehört zu der Gesamtanlage: Rheingauviertel Architekt/Planer: Karl Höhn           | 1905    |       |
| Hilde-Müller-Haus | Hilde-Müller-Haus | Wallufer Straße 15 LageFlur: 64, Flurstück: 76/2                                       | Das Objekt gehört zu der Gesamtanlage: Rheingauviertel Architekt/Planer: Wilhelm Lücke       | 1929    |       |

### Willy-Brandt-Allee
| Bild                                   | Bezeichnung                            | Lage                                                                        | Beschreibung                                                                                    | Bauzeit | Daten |
| -------------------------------------- | -------------------------------------- | --------------------------------------------------------------------------- | ----------------------------------------------------------------------------------------------- | ------- | ----- |
| Ehem. Offizier-Speise-Anstalt          | Ehem. Offizier-Speise-Anstalt          | Willy-Brandt-Allee 14/Charles-de-Gaulle-Straße LageFlur: 61, Flurstück: 118 | Das Objekt gehört zu der Gesamtanlage: Europaviertel                                            | 1905/06 |       |
| Sachgesamtheit Ehem. Garnisonslazarett | Sachgesamtheit Ehem. Garnisonslazarett | Willy-Brandt-Allee 16 LageFlur: 61, Flurstück: 71                           | Das Objekt gehört zu der Gesamtanlage: Europaviertel                                            | 1907/08 |       |
| Sporthalle                             | Sporthalle                             | Willy-Brandt-Allee 17 LageFlur: 61, Flurstück: 76/1                         | Das Objekt gehört zu der Gesamtanlage: Europaviertel Architekt/Planer: (Staatsbauamt Wiesbaden) | 1949    |       |
| Sachgesamtheit Ehem. Garnisonslazarett | Sachgesamtheit Ehem. Garnisonslazarett | Willy-Brandt-Allee 18 LageFlur: 61, Flurstück: 72                           | Das Objekt gehört zu der Gesamtanlage: Europaviertel                                            | 1907/08 |       |
| Sachgesamtheit Ehem. Garnisonslazarett | Sachgesamtheit Ehem. Garnisonslazarett | Willy-Brandt-Allee 20-22 LageFlur: 61, Flurstück: 71                        | Das Objekt gehört zu der Gesamtanlage: Europaviertel                                            | 1907/08 |       |

### Winkeler Straße
| Bild | Bezeichnung | Lage                                                                    | Beschreibung                                                                              | Bauzeit | Daten |
| ---- | ----------- | ----------------------------------------------------------------------- | ----------------------------------------------------------------------------------------- | ------- | ----- |
|      |             | Winkeler Straße 2/Dotzheimer Straße 102 LageFlur: 63, Flurstück: 424/13 | Das Objekt gehört zu der Gesamtanlage: Rheingauviertel Architekt/Planer: Walter Kraitzsch | 1907    |       |
|      |             | Winkeler Straße 9 LageFlur: 63, Flurstück: 655/12                       | Das Objekt gehört zu der Gesamtanlage: Rheingauviertel Architekt/Planer: Otto Reimers     | 1910    |       |